# عقدة قطر

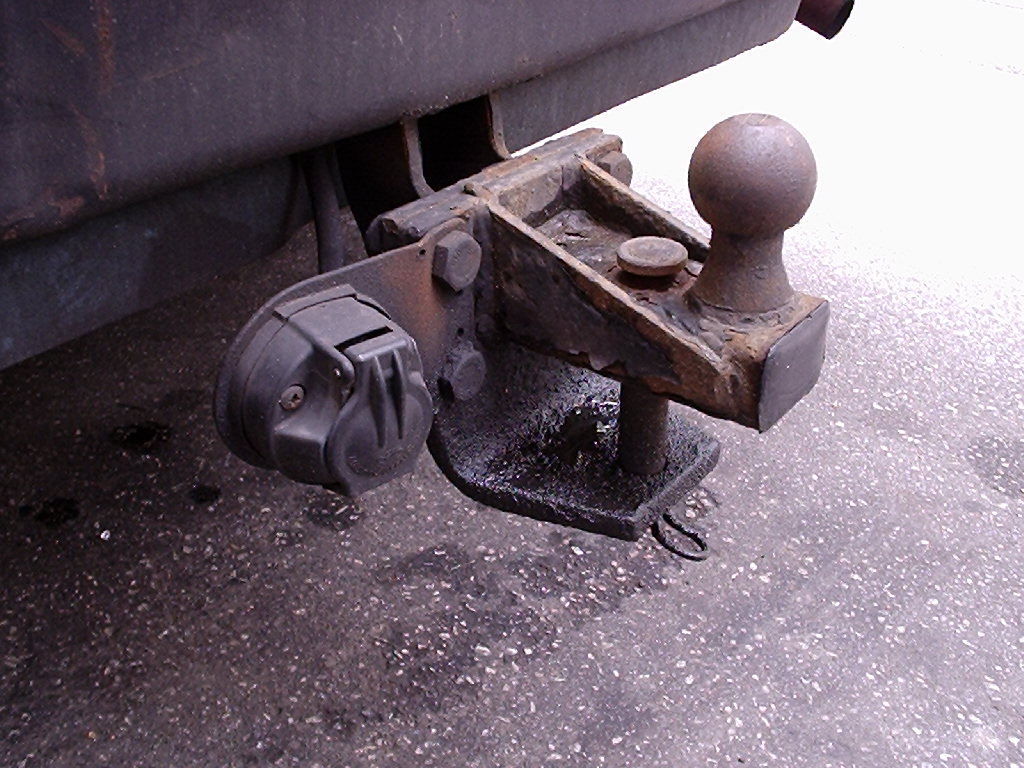
كرة سحب مثبتة في الجزء الخلفي من السيارة

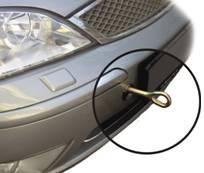
خطاف سحب مثبت بالبراغي في مقدمة السيارة

عقدة القَطْر أو السحب أو الجر (أو وصلة) هي قطعة متصلة بهيكل مركبة للجر أو القَطْر، أو قضيب سحب لعتاد أنف الطائرة. يمكن أن يأخذ شكل كرة للسماح للمقطورة بالدوران، أو دبوس سحب، أو خطاف.